# 44217 Уіттл
44217 Уіттл (44217 Whittle) — астероїд головного поясу, відкритий 12 серпня 1998 року.
Тіссеранів параметр щодо Юпітера — 3,383.
Названо на честь знаменитого англійського інженера-конструктора Френка Уіттла (англ. Frank Whittle, 1907 — 1996).